# Richard E. Cunha
Pour les articles homonymes, voir Cunha.
Richard Earl Cunha est un réalisateur, scénariste et directeur de la photographie américain né le 4 mars 1922 à Honolulu à Hawaï et décédé le 18 septembre 2005 à Oceanside en Californie.

## Biographie
Il est le fils du compositeur/chanteur hawaïen Albert "Sonny" Cunha (en).

Pendant la Seconde Guerre mondiale, Cunha fut photographe aérien dans l'armée américaine puis fut transféré aux Hal Roach Studios à Los Angeles, où il réalisa des films d'entrainement militaire, d'actualités et des documentaires. 

Après la guerre, Cunha travailla comme photographe télévisé avant d'être nommé directeur de la photographie sur quelques épisodes des séries télévisées Le Proscrit (1965) et Death Valley Days (1952).

Plus tard, il réalisa une poignée de films (principalement d'épouvante) à faible budget en 1958 comme Femmes démon (She Demons), Giant from the Unknown (en) ou encore La Fille de Frankenstein.

## Filmographie

### comme réalisateur
- 1958 : Femmes Demon (She Demons) avec Irish McCalla, Ted Griffin, Victor Sen Yung, Rudolph Anders
- 1958 : Giant from the Unknown (en) avec Ed Kemmer, Sally Fraser, Buddy Baer
- 1958 : Fusée pour la lune (Missile to the Moon) avec Richard Travis, Cathy Downs, K. T. Stevens, Tommy Cook
- 1958 : La Fille de Frankenstein (Frankenstein's Daughter) avec John Ashley, Sandra Knight, Donald Murphy, Sally Todd, Harold Lloyd
- 1960 : Girl in Room 13 (en)
- 1964 : La Môme aux dollars

### comme directeur de la photographie
- 1950 : Red Rock Outlaw (en) d'Elmer Clifton
- 1952 : Les Aventuriers du Far West (Death Valley Days) (TV)
- 1958 : Giant from the Unknown (en)
- 1961 : Bloodlust! (en) de Ralph Brooke
- 1962 : The Silent Witness de Ken Kennedy
- 1965 : Le Proscrit (TV)

### comme scénariste
- 1958 : Femmes démon (She Demons)
- 1960 : Girl in Room 13 (en)